# De Bloemenmolen
De Bloemenmolen (Duits: Majas Blütensplash, Pools: Karuzela Kwiatów) is een attractie in de Plopsa-parken: Plopsaland Belgium (Adinkerke, België), Plopsaland Deutschland (Haßloch, Duitsland) en Majaland Kownaty (Torzym, Polen). De attractie is van het type Flying Gondolas 12 en gebouwd door Zierer. Het thema is Maya De Bij.
De Bloemenmolen is een attractie waarin bezoekers een grote bloem kunnen besturen terwijl ze luisteren naar een liedje, als ze de tekst van het lied volgen zullen ze niet worden natgespoten door de bloemen aan de zijkant van de attractie. Het is de grootste attractie in het themagedeelte, en dat maakt het tot een opvallende attractie daar. Het lied werd ook vertaald naar het Duits en Pools voor de latere versies van de attractie.
De attractie is onder begeleiding toegankelijk voor personen met een lengte vanaf 96 cm. Vanaf 1,20 m is de molen zelfstandig toegankelijk.